# Peñas Negras
Peñas Negras är en ort i Mexiko.   Den ligger i kommunen San Juan Colorado och delstaten Oaxaca, i den sydöstra delen av landet, 400 km söder om huvudstaden Mexico City. Peñas Negras ligger 287 meter över havet och antalet invånare är 495.
Terrängen runt Peñas Negras är varierad. Runt Peñas Negras är det ganska glesbefolkat, med 34 invånare per kvadratkilometer. Närmaste större samhälle är San Lorenzo, 6,9 km söder om Peñas Negras. Omgivningarna runt Peñas Negras är en mosaik av jordbruksmark och naturlig växtlighet.